# Wassili Kolesnikow
Wassili Kolesnikow (russisch Василий Колесников; * im 17. Jahrhundert; † im 17. Jahrhundert) war ein russischer Forschungsreisender.

## Leben
Kolesnikow war Ataman der sibirischen Jenissei-Kosaken.
Ab 1644 prospektierte Kolesnikow in Transbaikalien Silbererz-Lagerstätten und erkundete neue Länder. 1646 errichtete er am Nordende des Baikalsees an der Mündung der Oberen Angara den Werchneangarski-Ostrog.
Kolesnikow war von 1650 bis 1652 Regierungsbeauftragter in Bargusin als Nachfolger Iwan Galkins. Kolesnikow sorgte für die Aufrechterhaltung der bestehenden Ordnung und sammelte Informationen über die Region. Bei einem Gefecht mit Burjaten wurde er getötet.
Nach Kolesnikow wurde eine Bucht am Nordwestufer des Baikalsees gegenüber der Insel Olchon benannt. In die Bucht fließt durch das enge Kolesnikow-Tal ein Fluss mit den kleinen Kolesnikow-Seen. Im Westen wird die Bucht durch das Kotelnikow-Kap begrenzt.